# 히르카노스 2세
요한 히르카노스 2세(Hyrcanus II, 히브리어: יוחנן הורקנוס, 고대 그리스어: Ιωάννης Υρκανός, ~ 기원전 30년)는 고대 이스라엘을 통치한 하스몬 왕조의 군주(재위: 기원전 67년 - 기원전 66년, 기원전 63년 - 기원전 40년). 알렉산드르 얀나이오스와 살로메 알렉산드라의 아들로 동생인 아리스토불로스 2세와 지배권을 다투다 하스몬 왕조 멸망을 초래했다.

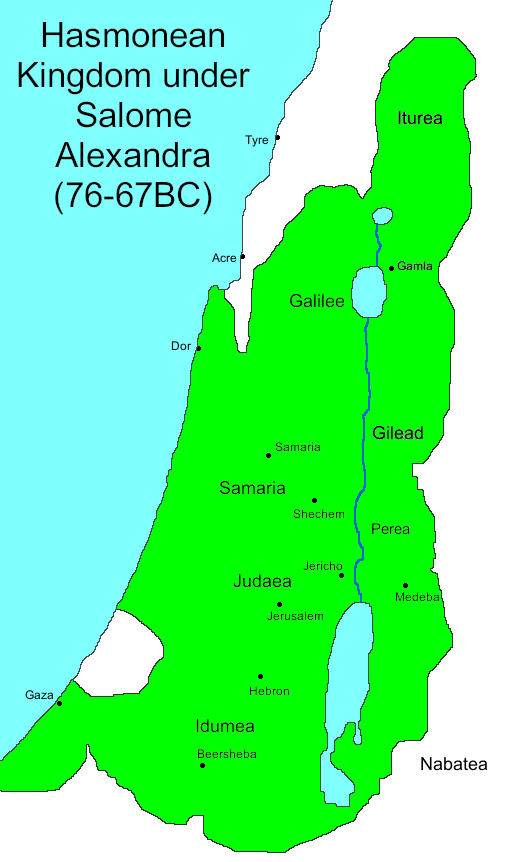
기원전 63년경 하스몬 왕국 강역

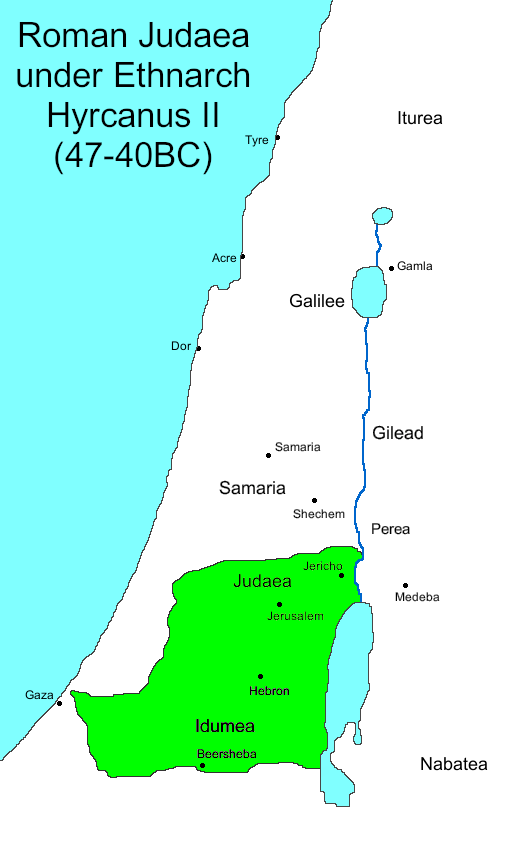
히르카노스 2세 로마점령기 강역

## 생애
기원전 76년 어머니 살로메에 의해 대제사장로 임명되었다. 온화한 성격이었지만 정치인으로서의 자질이 부족했다. 반대로 동생 아리스토불로스는 대담하고 야심가였으며, 어머니가 위독해지자 거병하여 권력 탈취를 노렸다. 기원전 67년 어머니의 사후 왕위를 계승했으나 직후 반란을 일으킨 아리스토불로스에게 패배하여 이듬해인 기원전 66년 퇴위하게 되었다.
그러나 히르카노스 2세의 친구인 이두메인 안티파트로스는 아리스토불로스 2세로부터 권력을 탈환하라고 권유했고, 나바테아인 아레타스 3세의 지원을 얻어 반격에 나섰다. 안티파트로스는 이어 로마 장군 그나에우스 폼페이우스에게 조정을 요청했고, 아리스토불로스 2세가 폼페이우스에게 반항적이기도 해 폼페이우스의 지지를 얻어내는 데 성공했다. 기원전 63년 폼페이우스는 예루살렘을 점령하고 아리스토불로스 2세를 사로잡았고 히르카노스 2세는 대제사장으로 복귀했다(예루살렘 공방전). 폼페이우스는 하스몬 왕조의 영토를 분할했고, 히르카노스 2세는 로마와 안티파트로스의 괴뢰로 지배하게 됐다.
안티파트로스는 폼페이우스, 이어 가이우스 율리우스 카이사르를 포섭해 행정·군사면에서 수완을 발휘하며 입지를 굳혔고, 장남 파사에로스는 예루살렘과 그 주변 지구의 지사, 차남 헤로데는 갈릴라야의 행정을 넘겨받았다. 헤로데는 유능했지만 독단전행도 두드러져 고소당했다. 히르카노스 2세는 시리아 총독 섹스투스 카이사르의 압력 때문에 헤로데를 석방했지만 이때 헤로데는 무장하고 가는 등 거만한 태도를 보였다. 기원전 43년 안티파트로스는 정적들에게 독살당하지만 파사에로스 헤로데 형제의 권력은 날로 높아지자 헤로데는 히르카노스 2세의 조카 손자 마리암네 1세(아리스토불로스 2세의 아들 알렉산드로스의 딸)와 결혼해 자리를 굳혔다.
기원전 40년 아리스토블로스 2세의 아들 안티고노스가 파르티아 장군 파올로스, 태수 바르자플라네스 등의 지지를 받아 침공하자 파사에로스들은 이를 맞아 공격했다. 하지만 파사에로스와 히르카노스 2세는 파코로스에 속아 바르자플라네스를 찾았다가 포로로 잡혔다. 안티고노스는 히르카노스 2세의 귀를 잘라내고, 대제사장에 복귀할 수 없게 했다(대제사는 신체가 건강해야 취임할 수 있다). 히르카노스 2세는 포로로 파르티아로 보내졌고 안티고노스가 즉위했다.
안티고노스에 대해 로마에서 유대왕으로 임명된 헤로데가 반격해 기원전 37년 안티고노스를 쓰러뜨리고 왕이 되면서 하스몬 왕조는 종말을 맞아 새롭게 헤로데 왕조가 성립했다. 히르카노스 2세는 기원전 36년 파르티아에서 귀국했으나 기원전 30년 나바테아인과 짜고 헤로데에 대한 음모를 꾸민다는 이유로 처형됐다. 이는 헤로데와 마리암네의 신뢰관계를 무너뜨리고 이듬해 마리암네 처형으로 이어졌다.

## 같이 보기
- 히르카니아